# Myzostoma bicorne
Myzostoma bicorne is een ringworm uit de familie Myzostomatidae.
Myzostoma bicorne werd in 1918 voor het eerst wetenschappelijk beschreven door Remscheid.